# Spodnje Danje
Spodnje Danje este o localitate din comuna Železniki, Slovenia, cu o populație de 62 de locuitori.